# George Mason-Villiers (2e comte Grandison)
George Mason-Villiers (13 juillet 1751 – 14 juillet 1800), titré vicomte de Villiers entre 1767 et 1782 puis comte Grandison, est un homme politique britannique qui siège à la Chambre des communes de 1774 à 1780.

## Famille
Né George Mason, il est le fils d'Aland John Mason et son épouse Lady Elizabeth Villiers, fille de John Villiers (1er comte Grandison). Son père, qui représente le comté de Waterford à la Chambre des communes irlandaise est décédé en mars 1759, et sa mère se remarie avec le major-général Charles Montague Halifax, en 1763. Il fait ses études au Collège d'Eton de 1762 à 1766. En 1767, sa mère est créée comtesse Grandison. Il prend le nom de Villiers le 21 octobre 1771 et épouse Lady Gertrude, la fille de Francis Seymour-Conway, le 10 février 1772.
Il a une fille, Lady Gertrude Amelia Mason-Villiers. Son épouse est décédée en Suisse en septembre 1793, âgée de 42 ans. Lord Grandison lui survit sept ans et meurt en juillet 1800, âgé de 49 ans. Comme il n'a pas de fils, le comté s'éteint avec lui. Sa fille et héritière épouse Lord Henry Stuart et a Henry Villiers-Stuart (1er baron Stuart de Decies) et William Villiers-Stuart.

## Carrière politique
En 1774 Villers est élu en tant que député pour Ludlow. Vers la fin de la législature, il part à l'étranger avec sa famille, sans doute pour la Suisse, où sa mère a vécu et ne se représente pas en 1780. En 1782, il succède à sa mère dans le comté. C'est une Pairie d'Irlande qui lui donne un siège à la Chambre des lords irlandaise mais pas dans la Chambre des lords anglaise. Trois ans plus tard, il est admis au Conseil privé d'Irlande.